# ナタリー・ヴォルムスベッヒャー

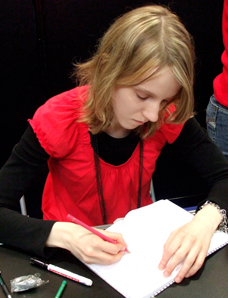
ナタリー・ヴォルムスベッヒャー（2008年）

ナタリー・ヴォルムスベッヒャー（Natalie Wormsbecher、1986年2月12日 - ）は、ドイツのイラストレーター、漫画家である。ベルリン在住。

## 人物
子供の頃からイラストに興味を持ち、13歳のときに日本の漫画を愛好するようになる。2003年のManga-Talenteにおいて短編「ユミコ」（Yumiko）が入賞。2005年には，Animexx-Zeichner社から、自費出版という形で短編集「マンガ・スポット」（Manga Spot）を公刊した。その後、同人誌やアンソロジー集への投稿を手がけながら、海外の漫画出版大手であるTOKYOPOP社を通じて商業デビューを果たし、「夏の雨」（Summer Rain）、「魔少年ライン」（Dämonenjunge Lain）、「命の樹の守り人」（Life Tree's Guardian）など、一連の中・長編少女漫画を発表している。ネットで漫画の描き方をレクチャーするなど、日本スタイルの普及にも貢献。なお、本職はフリーのイラストレーターである。

## 作風
日本漫画愛好家を自称するだけあって、画風は日本の漫画から大きな影響を受けている。お手本にしているのは小畑健であると述べており、少女漫画ではなく少年漫画を模範としているようである。但し、絵は一見して少女漫画タッチであり、ストーリーも少女漫画の王道である純愛物あるいは恋愛ファンタジーを中心に展開される。また、「友情」や「家族」と言った人間関係を巡るドラマにも力点が置かれている。物語を作るにあたって特に影響を受けた人物として、小花美穂と尾田栄一郎を挙げた。